# Humphry Marshall
Humphry Marshall (Marshallton, 10 d'octubre de 1722 – 5 de novembre de 1801) va ser un botànic i venedor de plantes dels Estats Units.

## Biografia
Humphry Marshall nasqué a Marshallton, Chester County, Pennsylvania. Era cosí dels botànics John Bartram i William Bartram. Era de religió quàquer.
No va fer estudis superiors. S'especialitzà en les plantes natives. El 1773 creà un jardí botànic a Marshallton amb plantes natives i exòtiques que era el segon jardí botànic dels Estats Units, el primer l'establí John Bartram.
El 1785, Marshall publicà "Arboretum Americanum: the American Grove, an Alphabetical Catalogue of Forest Trees and Shrubs, Natives of the American United States" (Philadelphia).

## Llegat
- Marshall ha estat considerat el pare de la dendrologia americana.
- El gènere de plantes, Marshallia, l'honora.
- Hi ha un parc a West Chester, Pennsylvania, anomenat Marshall Square Park
- Signatura abreujada com a botànic: Marshall